# Platyprosterna
Platyprosterna is een geslacht van vlinders van de familie slakrupsvlinders (Limacodidae).

## Soorten
- P. antiqua Dyar, 1906
- P. ceres Druce, 1887
- P. elaeetta Dyar, 1906